# Алейников, Анатолий Евгеньевич
Анато́лий Евге́ньевич Але́йников (бел. Анатоль Яўгенавіч Алейнікаў; 17 июля 1969) — советский и белорусский футболист. Младший брат футболиста сборной СССР Сергея Алейникова.
Воспитанник минской СДЮШОР-5. Играл в дубле «Динамо», ряде белорусских команд (в высшей лиге — за «Молодечно»), в низших лигах Финляндии, Болгарии и Германии. Завершил карьеру игрока из-за травмы.
Работал детским тренером в школе ФК «Минск». В период 2018—2020 годов — тренер в Академии ФК «Динамо-Брест». С 2020 по 2021 год — главный тренер дублирующего состава «Руха» (с перерывом в несколько месяцев в начале 2021 года).
Один из четырёх братьев Алейниковых: помимо Сергея, ещё средний брат Александр (судил матчи второй белорусской лиги, инспектор), старший брат Владимир.